# 女性専用キャッシング
女性専用キャッシング（じょせいせんようキャッシング）とは、日本において女性のみを対象に融資を行う消費者金融（サラ金、ローン）の事を言う。俗にレディースローン、レディースキャッシング。女性専用ローンとも言う。

## 主な女性専用キャッシング
- GMOネットカード

## 過去に存在した、または経営母体が消滅した女性専用キャッシング
- ユニマットレディス（2008年11月28日をもって新規受付を停止）
- アイリス　(2011年4月8日付で民事再生法が受理され、経営母体の丸和商事が倒産。)　[要出典]

## 女性専用のフリーダイヤルを設置している消費者金融
- アコム
- プロミス
- シンキ
- 新生フィナンシャル
- アイフル
- ダイレクトワン